# Michael Berg Larsen
Michael Berg Larsen (født 30. juni 1961 i Virum) er en dansk journalist og tidligere chefredaktør på Lokalavisen Bornholm. 
Han er uddannet på Danmarks Journalisthøjskole, og blev i 2008 ansat som redaktionssekretær på Bornholms Tidende, men skiftede samme år til stillingen som chefredaktør på Lokalavisen Bornholm. 
Da Lokalavisen Bornholm lukkede af manglende kamplyst i ejerkredsen, skiftede Berg Larsen endnu engang spor, og blev ansat hos Business Center Bornholm som formidler i projektet "grønt byggeri"  